# Russische Meisterschaften im Skispringen 2005
Die russischen Meisterschaften im Skispringen 2005 fanden vom 8. bis zum 13. März auf der Schanzenanlage Tramplin Yugus in Meschduretschensk statt. Mit einer neuen inoffiziellen Schanzenrekordweite von 143,5 Metern gewann der 18-jährige Denis Kornilow den Meistertitel von der Großschanze. Von der Normalschanze war Dmitri Wassiljew siegreich. Das Team aus der Oblast Nischni Nowgorod gewann zudem das Mannschaftsspringen. Cheftrainer des russischen Weltcup-Kaders war Wolfgang Steiert.

## Austragungsort
| \| Meschduretschensk \| |
| Meschduretschensk       |

| Meschduretschensk |

## Ergebnisse

### Normalschanze
| Platz | Name                 | Föderationssubjekt      | Weite 1 | Weite 2 | Punkte |
| ----- | -------------------- | ----------------------- | ------- | ------- | ------ |
| 01.   | Dmitri Wassiljew     | Republik Baschkortostan | 095,0   | 104,0   | 279,0  |
| 02.   | Denis Kornilow       | Oblast Nischni Nowgorod | 092,0   | 102,0   | 265,0  |
| 03.   | Dmitri Ipatow        | Oblast Magadan          | 091,0   | 099,0   | 253,5  |
| 04.   | Anton Kalinitschenko | Oblast Kemerowo         |         |         |        |
| 05.   | Maxim Zubina         | Oblast Magadan          |         |         |        |
| 06.   | Ildar Fatkullin      | Republik Baschkortostan |         |         |        |

Datum: 10. März 2005
Schanze: Normalschanze K-90
Russischer Meister 2004:  Ildar Fatkullin
Den weitesten Sprung des Tages zeigte Dmitri Wassiljew mit einem Satz auf 104 Metern, der ihm zugleich den Meistertitel absicherte.

### Großschanze
| Platz | Name             | Föderationssubjekt      | Weite 1 | Weite 2 | Punkte |
| ----- | ---------------- | ----------------------- | ------- | ------- | ------ |
| 01.   | Denis Kornilow   | Oblast Nischni Nowgorod | 143,5   | 125,5   | 283,2  |
| 02.   | Dmitri Ipatow    | Oblast Magadan          | 142,0   | 119,0   | 265,8  |
| 03.   | Dmitri Wassiljew | Republik Baschkortostan | 138,5   | 117,0   | 256,9  |
| 04.   | Maxim Zubina     | Oblast Magadan          |         |         |        |
| 05.   | Ildar Fatkullin  | Republik Baschkortostan |         |         |        |
| 06.   | Ilja Rosljakow   | Moskau                  |         |         |        |

Datum: März 2005
Schanze: Normalschanze K-120
Russischer Meister 2004:  Dmitri Wassiljew
Der 18 Jahre alte Denis Kornilow stellte im ersten Durchgang einen neuen Schanzenrekord auf und wurde schließlich erstmals russischer Einzelmeister im Winter. Das Podium wurde erneut von Ipatow und Wassiljew komplettiert.

### Team
| Platz | Team                    | Namen                                                            | Weite 1 | Weite 2 | Punkte |
| ----- | ----------------------- | ---------------------------------------------------------------- | ------- | ------- | ------ |
| 01.   | Oblast Nischni Nowgorod | Denis Kornilow Andrei Barmenkow Jegor Anoschkin Sergei Rodionow  |         |         | 742,4  |
| 02.   | Republik Baschkortostan | Ildar Fatkullin Dmitri Pusenkow Emil Muljukow Dmitri Wassiljew   |         |         | 712,1  |
| 03.   | Moskau                  | Alexei Silajew Jewgeni Plechow Konstantin Woronin Ilja Rosljakow |         |         | 632,5  |

Datum: 13. März 2005
Schanze: Großschanze K-120
Russischer Meister 2004:  Oblast Nischni Nowgorod
Teilnehmende Teams: 12
Weitere Platzierungen:

4. Platz:  Oblast Magadan

5. Platz:  Oblast Kemerowo

## Medaillenspiegel
| Platz | Föderationssubjekt      |   |   |   |   |
| ----- | ----------------------- | - | - | - | - |
| 1     | Oblast Nischni Nowgorod | 2 | 1 | 0 | 3 |
| 2     | Republik Baschkortostan | 1 | 1 | 1 | 3 |
| 3     | Oblast Magadan          | 0 | 1 | 1 | 2 |
| 4     | Moskau                  | 0 | 0 | 1 | 1 |
| Total | Total                   | 3 | 3 | 3 | 9 |